# Rumänien i olympiska vinterspelen 2022
Rumänien deltog i de olympiska vinterspelen 2022 i Peking i Kina mellan den 4 och 20 februari 2022.
Den 20 januari valdes rodelåkaren Raluca Strămăturaru och längdåkaren Paul Pepene till att vara Rumäniens fanbärare vid öppningsceremonin. Vid avslutningsceremonin var bobåkaren Andreea Grecu landets fanbärare.

## Alpin skidåkning
| Idrottare            | Gren                 | Åk 1    | Åk 1      | Åk 2             | Åk 2             | Totalt           | Totalt           |
| Idrottare            | Gren                 | Tid     | Placering | Tid              | Placering        | Tid              | Placering        |
| -------------------- | -------------------- | ------- | --------- | ---------------- | ---------------- | ---------------- | ---------------- |
| Alexandru Ștefănescu | Herrarnas storslalom | 1.14,20 | 38        | 1.19,01          | 33               | 2.33,21          | 32               |
| Alexandru Ștefănescu | Herrarnas slalom     | 1.01,72 | 39        | 58,70            | 35               | 2.00,42          | 35               |
| Maria Constantin     | Damernas storslalom  | 1.08,25 | 50        | 1.10,25          | 45               | 2.18,50          | 45               |
| Maria Constantin     | Damernas slalom      | DNF     | DNF       | Gick inte vidare | Gick inte vidare | Gick inte vidare | Gick inte vidare |

## Backhoppning
| Idrottare          | Gren                  | Kval    | Kval  | Kval      | Första omgången  | Första omgången  | Första omgången  | Final            | Final            | Final            | Totalt           | Totalt           |
| Idrottare          | Gren                  | Distans | Poäng | Placering | Distans          | Poäng            | Placering        | Distans          | Poäng            | Placering        | Poäng            | Placering        |
| ------------------ | --------------------- | ------- | ----- | --------- | ---------------- | ---------------- | ---------------- | ---------------- | ---------------- | ---------------- | ---------------- | ---------------- |
| Daniel Cacina      | Herrarnas stora backe | 114,0   | 88,8  | 44 Q      | 119,0            | 97,8             | 46               | Gick inte vidare | Gick inte vidare | Gick inte vidare | Gick inte vidare | Gick inte vidare |
| Andrei Feldorean   | Herrarnas stora backe | 104,5   | 69,0  | 52        | Gick inte vidare | Gick inte vidare | Gick inte vidare | Gick inte vidare | Gick inte vidare | Gick inte vidare | Gick inte vidare | Gick inte vidare |
| Daniel Cacina      | Herrarnas normalbacke | 83,5    | 70,9  | 40 Q      | 89,5             | 95,8             | 48               | Gick inte vidare | Gick inte vidare | Gick inte vidare | Gick inte vidare | Gick inte vidare |
| Andrei Feldorean   | Herrarnas normalbacke | 76,5    | 55,0  | 45 Q      | 82,0             | 84,3             | 50               | Gick inte vidare | Gick inte vidare | Gick inte vidare | Gick inte vidare | Gick inte vidare |
| Daniela Haralambie | Damernas normalbacke  | —       | —     | —         | 88,5             | 83,0             | 19 Q             | 79,5             | 73,2             | 25               | 156,2            | 25               |

## Bob
| Idrottare                                             | Gren               | Åk 1    | Åk 1      | Åk 2    | Åk 2      | Åk 3    | Åk 3      | Åk 4    | Åk 4      | Totalt  | Totalt    |
| Idrottare                                             | Gren               | Tid     | Placering | Tid     | Placering | Tid     | Placering | Tid     | Placering | Tid     | Placering |
| ----------------------------------------------------- | ------------------ | ------- | --------- | ------- | --------- | ------- | --------- | ------- | --------- | ------- | --------- |
| Mihai Cristian Tentea Ciprian Nicolae Daroczi         | Herrarnas tvåmanna | 59,83   | 12        | 1.00,46 | 22        | 1.00,19 | 15        | 1.00,28 | 16        | 4.00,76 | 16        |
| Mihai Tentea Raul Dobre Ciprian Daroczi Cristian Radu | Herrarnas fyrmanna | 58,87   | 10        | 59,55   | 13        | 59,30   | 14        | 59,93   | 18        | 3.57,65 | =13       |
| Andreea Grecu                                         | Damernas monobob   | 1.05,56 | 11        | 1.05,71 | 8         | 1.06,46 | 15        | 1.06,26 | 10        | 4.23,99 | 12        |
| Andreea Grecu Katharina Wick                          | Damernas tvåmanna  | 1.01,82 | 9         | 1.02,47 | 20        | 1.02,25 | 16        | 1.02,44 | 18        | 4.08,98 | 18        |

## Hastighetsåkning på skridskor
| Idrottare     | Gren             | Tid     | Placering |
| ------------- | ---------------- | ------- | --------- |
| Mihaela Hogaş | Damernas 500 m   | 39,45   | 29        |
| Mihaela Hogaş | Damernas 1 000 m | 1.19,33 | 29        |

## Längdskidåkning
Distans
| Idrottare     | Gren                         | Klassisk stil | Klassisk stil | Fristil | Fristil   | Totalt    | Totalt  | Totalt    |
| Idrottare     | Gren                         | Tid           | Placering     | Tid     | Placering | Tid       | Diff.   | Placering |
| ------------- | ---------------------------- | ------------- | ------------- | ------- | --------- | --------- | ------- | --------- |
| Paul Pepene   | Herrarnas 30 km skiathlon    | 41.39,3       | 29            | 40.30,4 | 28        | 1:22.41,4 | +6.31,6 | 28        |
| Tímea Lőrincz | Damernas 10 km klassisk stil | —             | —             | —       | —         | 37.15,3   | +9.09,0 | 86        |

Sprint
| Idrottare             | Gren                    | Kval    | Kval      | Kvartsfinal      | Kvartsfinal      | Semifinal        | Semifinal        | Final            | Final            |
| Idrottare             | Gren                    | Tid     | Placering | Tid              | Placering        | Tid              | Placering        | Tid              | Placering        |
| --------------------- | ----------------------- | ------- | --------- | ---------------- | ---------------- | ---------------- | ---------------- | ---------------- | ---------------- |
| Raul Popa             | Herrarnas sprint        | 2.59,85 | 47        | Gick inte vidare | Gick inte vidare | Gick inte vidare | Gick inte vidare | Gick inte vidare | Gick inte vidare |
| Paul Pepene Raul Popa | Herrarnas sprintstafett | —       | —         | —                | —                | 21.03,35         | 9                | Gick inte vidare | 18               |
| Tímea Lőrincz         | Damernas sprint         | 3.55,15 | 78        | Gick inte vidare | Gick inte vidare | Gick inte vidare | Gick inte vidare | Gick inte vidare | Gick inte vidare |

## Rodel
| Idrottare                   | Gren             | Åk 1     | Åk 1      | Åk 2     | Åk 2      | Åk 3     | Åk 3      | Åk 4             | Åk 4             | Totalt   | Totalt    |
| Idrottare                   | Gren             | Tid      | Placering | Tid      | Placering | Tid      | Placering | Tid              | Placering        | Tid      | Placering |
| --------------------------- | ---------------- | -------- | --------- | -------- | --------- | -------- | --------- | ---------------- | ---------------- | -------- | --------- |
| Valentin Crețu              | Herrarnas singel | 58,349   | 20        | 58,362   | 15        | 1.02,223 | 34        | Gick inte vidare | Gick inte vidare | 2.58,934 | 29        |
| Raluca Strămăturaru         | Damernas singel  | 1.01,357 | 31        | 1.00,305 | 27        | DNF      | DNF       | DNF              | DNF              | DNF      | DNF       |
| Vasile Gîtlan Darius Şerban | Dubbel           | 59,694   | 13        | 1.00,243 | 16        | —        | —         | —                | —                | 1.59,937 | 14        |

Mixat
| Idrottare                                                      | Gren       | Åk 1     | Åk 1      | Åk 2     | Åk 2      | Åk 3     | Åk 3      | Totalt   | Totalt    |
| Idrottare                                                      | Gren       | Tid      | Placering | Tid      | Placering | Tid      | Placering | Tid      | Placering |
| -------------------------------------------------------------- | ---------- | -------- | --------- | -------- | --------- | -------- | --------- | -------- | --------- |
| Raluca Strămăturaru Valentin Crețu Vasile Gîtlan Darius Şerban | Lagstafett | 1.01,402 | 9         | 1.02,743 | 10        | 1.03,547 | 10        | 3.07,692 | 9         |

## Skidskytte
| Idrottare       | Gren             | Tid     | Missar      | Placering |
| --------------- | ---------------- | ------- | ----------- | --------- |
| George Colțea   | Herrarnas sprint | 27.54,7 | 2 (1+1)     | 89        |
| Natalia Ushkina | Damernas 15 km   | 51.04,1 | 2 (0+1+1+0) | 56        |
| Natalia Ushkina | Damernas sprint  | 24.14,3 | 2 (1+1)     | 71        |